# Глібково
Глі́бково (рос. Глебково) — присілок у складі Бабушкінського району Вологодської області, Росія. Входить до складу Міньковського сільського поселення.

## Населення
Населення — 38 осіб (2010; 37 у 2002).
Національний склад (станом на 2002 рік):
- росіяни — 95 %